# Romano Cazzaniga
Romano Cazzaniga (* 17. Februar 1943 in Roncello) ist ein ehemaliger italienischer Fußballspieler und heutiger -trainer.
Als Aktiver unter anderem bei Pro Patria Calcio, der AC Monza und dem AC Turin aktiv, arbeitete er später neben Torino auch für Inter Mailand und die US Avellino.

## Spielerkarriere
Romano Cazzaniga wurde am 17. Februar 1943 in Roncello, einer Gemeinde mit heutzutage knapp fünftausend Einwohnern in der Provinz Monza und Brianza in der italienischen Region Lombardei, geboren. Im Jugendalter spielte Cazzaniga für Pro Patria Calcio Fußball, ehe er im Jahre 1965 seinen ersten Vertrag im Erwachsenenbereich bei der US Poggibonsi unterschrieb, dort aber nur auf Leihbasis von Pro Patria spielte. Cazzaniga hütete dabei in fünfzehn Spielen der Serie D das Tor seines Vereins, stieg mit diesem am Saisonende jedoch aus der damals viertklassigen Liga ab und kehrte daraufhin zu Pro Patria Calcio zurück. Dort verbrachte der Torhüter die folgenden drei Jahre von 1966 bis 1969 und absolvierte während dieser Phase 87 Ligaspiele für den Verein. Pro Patria spielte damals in der Serie C, erzielt wurden jeweils Platzierungen im Tabellenmittelfeld.
Im Sommer 1969 wechselte Romano Cazzaniga zur AC Monza in die Serie B, wo im ersten Jahr mit Platz fünf der Aufstieg in die Serie A nur um drei Punkte gegenüber dem Dritten CC Catania verpasst wurde. In der Folge konnten aber nicht mehr solche guten Ergebnisse erzielt werden und die AC Monza stieg mit Romano Cazzaniga im Tor nach Ende der Zweitligasaison 1972/73 in die Serie C ab. Daraufhin verließ der Stammkeeper nach 103 Einsätzen im Ligabetrieb den Verein aus seiner Heimatregion und schloss sich dem AS Reggina an, der damals ebenfalls zweitklassig spielte. Als Achtzehnter musste man jedoch aufgrund der schlechteren Tordifferenz gegenüber Football Brindisi den Gang in die Drittklassigkeit antreten. Danach verließ Cazzaniga Reggio Calabria nach 36 Einsätzen wieder und spielte fortan für den AS Taranto. In einem Jahr in der Serie B war Cazzaniga Stammtorhüter, machte 35 Ligaspiele und half seiner Mannschaft dabei zum Erreichen des zwölften Tabellenplatzes.
Von 1975 bis 1978 hatte Romano Cazzaniga seine letzte Station als aktiver Fußballtorhüter beim Erstligisten AC Turin, wo er jedoch stets im Schatten von Stammtorhüter Luciano Castellini stand und in diesen drei Jahren nur auf drei Einsätze im Ligabetrieb kam. Gleich im ersten Jahr von Cazzanigas Engagement in Turin gelang der Mannschaft um Akteure wie Francesco Graziani, Paolino Pulici oder Renato Zaccarelli der Gewinn der italienischen Fußballmeisterschaft, der erste Titel für den Verein seit dem Flugunfall von Superga 1949 und dem damit verbundenen Ende des so genannten Grande Torino. Cazzaniga war dabei zweiter Torhüter hinter Castellini, wurde aber immerhin in drei Saisonpartien eingesetzt und hatte somit auch einen Anteil am Gewinn des Scudetto. Auch im Jahr darauf gehörte das Team von Trainer Luigi Radice zu den Topmannschaften der Serie A, verpasste die Titelverteidigung aber um einen Zähler gegenüber Lokalrivale Juventus Turin.
Romano Cazzaniga, der nie ein Länderspiel bestritt, beendete seine Laufbahn als Fußballtorhüter 1978 im Trikot des ein Jahr zuvor in Torino Calcio umbenannten Vereins und blieb diesem in der Folge treu.

## Trainerkarriere
Romano Cazzaniga stieg, nachdem er bereits zuvor als Torwarttrainer für Torino Calcio gearbeitet hatte, nach neunzehn Spieltagen der Serie A 1980/81 für den entlassenen Ercole Rabitti als Cheftrainer bei dem Verein ein. Nach schlechtem Start unter Rabitti führte Cazzaniga Torino Calcio noch auf den neunten Platz in der Serie A und hatte mit dem Abstiegskampf gegen Ende der Saison nichts mehr zu tun. In der Coppa Italia 1980/81 erreichte Cazzaniga mit seiner Mannschaften nach Erfolgen über SPAL Ferrara und den FC Bologna in Viertel- und Halbfinale das Endspiel, wo man auf den AS Rom traf. Wie im Vorjahr – 1979/80 unterlag Torino Calcio der Roma im Elfmeterschießen – musste man sich den Hauptstädtern geschlagen geben. Nachdem sowohl Hin- als auch Rückspiel 1:1 endeten, gewann der AS Rom unter Nils Liedholm das Elfmeterschießen mit 4:2, wobei im Trikot von Torino Calcio Eraldo Pecci sowie Francesco Graziani verschossen. Nach Saisonende wurde Romano Cazzaniga aber dennoch als Trainer von Torino Calcio durch Massimo Giacomini ersetzt.
Cazzaniga arbeitete 1982 als Co-Trainer unter Giuseppe Marchioro bei der US Avellino, wurde jedoch zusammen mit seinem Chef nach nur fünf Spieltagen der Serie A 1982/83 entlassen. In der Saison 1983/84 wirkte Romano Cazzaniga als Assistent seines ehemaligen Coaches bei Torino Calcio, Luigi Radice, bei Inter Mailand. Nachdem in der Serie A nur Platz vier erreicht wurde, verlängerte sich die Zusammenarbeit zwischen Verein und Trainerteam nicht.
Ca
Romano Cazzaniga kehrte erst 2002 auf die Fußballbühne zurück und übernahm für kurze Zeit das Traineramt bei Calcio Monza in der Serie C1, stieg mit dem Verein am Saisonende aber ab. Ab 2009 arbeitete Cazzaniga für Tritium Calcio 1908, zunächst bis 2012 als Torwarttrainer. Die gleiche Funktion hatte er erneut von 2012 bis 2013 inne und war dabei gleichzeitig noch Co-Trainer. Als Chefcoach wirkte Cazzania in Trezzo sull’Adda jeweils interimsmäßig 2012 und 2013. Seit 2014 trainiert Cazzaniga den Amateurverein seines Heimatortes Roncello.

## Erfolge
- Italienische Meisterschaft: 1×

1975/76 mit dem AC Turin
- Finalteilnahme in der Coppa Italia: 1×

1980/81 mit dem AC Turin